# Volo China Airlines 605
Il volo China Airlines 605 (identificativo "Dynasty 605") era un volo passeggeri di linea internazionale dall'aeroporto di Taipei-Taoyuan, Taiwan, all'aeroporto di Hong Kong Kai Tak, Hong Kong, Regno Unito. Il 4 novembre 1993, un Boeing 747-400 operante il volo uscì di pista durante l'atterraggio a Hong Kong in una tempesta. È stata la prima perdita di un Boeing 747-400.

## L'aereo
Il velivolo coinvolto era un Boeing 747-400, marche B-165, numero di serie 24313, numero di linea 977. Volò per la prima volta il 6 maggio 1993 e venne consegnato a China Airlines circa un mese dopo, l'8 giugno. Era alimentato da 4 motori turboventola Pratt & Whitney PW4056. Al momento dell'incidente, l'aereo aveva appena 6 mesi e aveva accumulato 1 969 ore di volo in 359 cicli di decollo-atterraggio.

## L'equipaggio
Il comandante era un 47enne che si unì a China Airlines nel 1984, avendo precedentemente prestato servizio per l'aeronautica della Repubblica di Cina. Iniziò a volare con la variante più vecchia del 747, la -200, nel 1988, e passò alla -400 due anni dopo, nel 1990. Al momento dell'incidente, aveva accumulato un totale di 12 469 ore di esperienza di volo, delle quali 3 559 sul Boeing 747. Il primo ufficiale era un 37enne che si unì alla compagnia aerea nel 1992, avendo precedentemente prestato servizio nell'esercito della Repubblica di Cina. Aveva 5 705 ore di volo, di cui 953 sul Boeing 747.

## L'incidente
Il volo 605 atterrò poco distante dalla soglia della pista 13 a una velocità di 153 nodi (283 km/h). Nell'area, il ciclone tropicale Ira stava generando venti trasversali di 20 nodi (37 km/h), con raffiche fino a 38 nodi (70 km/h), da una direzione di 070 gradi.
L'equipaggio ricevette diversi avvisi di deviazione dal sentiero di discesa generati dal GPWS e, durante l'ultimo miglio prima dell'atterraggio, osservò rilevanti variazioni della velocità. Il comandante, che era il pilota in comando (PIC), disconnesse l'autopilota e iniziò a pilotare l'aeromobile manualmente. Spense anche l'automanetta, poiché non era soddisfatto delle sue prestazioni. Dopo il touchdown, il primo ufficiale prese il controllo dell'aereo nel tentativo di mantenerlo sulla linea centrale. Tuttavia, i suoi input furono troppo marcati e il PIC fu costretto ad aiutarlo. Nel frattempo, il comandante aumentò inavvertitamente la spinta dei motori anziché attivare gli inversori di spinta. I freni automatici, che erano impostati solo al livello numero due, si disattivarono pochi secondi dopo l'atterraggio a causa dell'aumento di spinta. I deflettori, per lo stesso motivo, si dispiegarono solo per un breve periodo. La combinazione di questi fattori causò il "galleggiamento" dell'aereo, rendendo i freni inefficaci fino a quando gli spoiler non vennero nuovamente estesi. Quando finalmente si accorsero che né i freni automatici né gli inversori di spinta si erano attivati, il comandante applicò immediatamente la massima intensità di frenata manuale e attivò gli inversori.

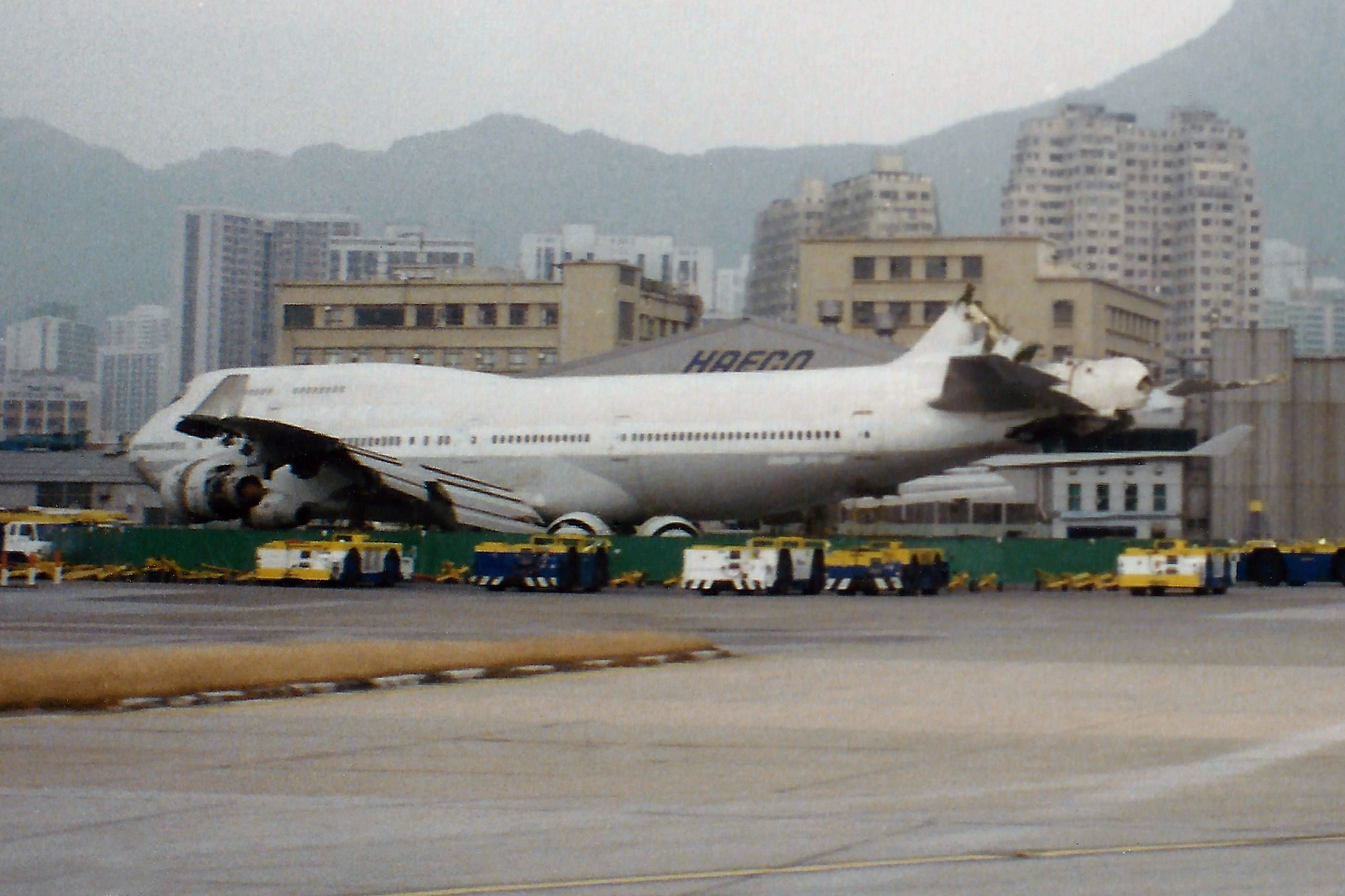
Il 747 pochi giorni dopo l'incidente. Si nota la mancanza della deriva, rimossa con la dinamite.

Il PIC virò verso sinistra quando si rese conto che l'aereo sarebbe uscito di pista e avrebbe colpito il sistema luminoso di avvicinamento (ALS) della pista 31. Quell'azione fece finire il jet nelle acque poco profonde del porto di Hong Kong (porto Victoria).
Tredici minuti prima del disastro, un pilota di British Airways si era rifiutato di avvicinarsi alla stessa pista a causa dei forti venti dovuti al ciclone tropicale presente nell'area in quei giorni.
Immediatamente dopo l'uscita di pista, i membri dell'equipaggio assicurarono tutti i passeggeri con i giubbotti di salvataggio e cominciarono ad evacuare da otto delle dieci uscite di emergenza del ponte principale, dotate, come su tutti i 747, di scivoli/zattere gonfiabili. La cabina rimase completamente al di sopra del livello dell'acqua durante tutto il processo di evacuazione. Solo 23 occupanti rimasero feriti, non ci furono vittime.
La deriva interferiva con l'accuratezza dei segnali del sistema di atterraggio strumentale della pista 31, quindi venne rimossa mediante l'utilizzo della dinamite poco dopo l'incidente. Ciò permise agli aerei di avvicinarsi con l'ILS ogni volta che le condizioni meteorologiche, e in particolare del vento, imponevano l'utilizzo della pista 31 (la direzione opposta della pista 13). La scritta "China Airlines" e i caratteri cinesi posti sulla livrea della fusoliera vennero rimossi per nascondere l'identità dell'aereo. Il relitto venne posizionato vicino all'edificio di HAECO (Hong Kong Aircraft Engineering Company) per essere utilizzato nelle esercitazioni antincendio. Il 747, irreparabilmente danneggiato, venne in seguito demolito.

## Le indagini
L'indagine appurò che l'incidente fu causato dall'incapacità del comandante di avviare la procedura di mancato avvicinamento, quindi una riattaccata, nel momento in cui si accorse delle grandi variazioni della velocità. Inoltre, il pilota ignorò gli allarmi di wind shear e di deviazione dal sentiero di discesa. Venne anche riscontrato che il primo ufficiale non aveva abbastanza esperienza per gestire l'aeromobile durante l'atterraggio in condizioni di vento contrario. China Airlines venne criticata per non avere chiare procedure di avvicinamento in simili condizioni nei manuali forniti ai propri piloti. L'indagine raccomandò alla compagnia aerea di rivedere i manuali e l'addestramento degli equipaggi.